# Amorphoscelis nigriventer
Amorphoscelis nigriventer es una especie de mantis de la familia Amorphoscelidae.

## Distribución geográfica
Se encuentra en Costa de Marfil, Ghana y Guinea.